# Laurotanypus viridis
Laurotanypus viridis är en tvåvingeart som först beskrevs av Roback 1982.  Laurotanypus viridis ingår i släktet Laurotanypus och familjen fjädermyggor. Inga underarter finns listade i Catalogue of Life.